# Pablo X. Suárez
Pablo X. Suárez   (Samartindianes, 1981) és un escriptor asturià. És llicenciat en Filologia Hispànica per la Universitat d'Oviedo. Col·labora en revistes asturianes com Lletres Asturianes, Entellunu, Campu de los Patos o Formientu.
El 2017 va guanyar el premi Xuan María Acebal de poesia amb el poemari Little Babilonia. El jurat en va destacar el nivell lingüístic i estilístic, i la brillantor de les imatges d'un text que juga i mescla la tradició més clàssica amb referències populars.

## Obra publicada
- Asturiana Beat (Trabe, 2005, poesia)
- Yoni y yo (Suburbia, 2010, relats)
- Pop Retórika (Glayíu, 2010, poesia en castellà)
- El sistema débeme una chocolatina (Suburbia, 2011, poesia)
- Cómo evitar el apocalipsis, en cuatro evangelio y algunas canciones populares (La novia de nadie, 2016, poesia en castellà)
- Little Babilonia (Ediciones Saltadera, 2018, poesia)